# 隆平県
隆平県（りゅうへい-けん）は、中華民国河北省にかつて存在した県。
前漢により設置された広阿県・象氏侯国（後の象氏県）を前身とする。後漢の建武初年に象氏県は廃止され、中平年間に広阿県は廃止された。489年（太和13年）、北魏により広阿県が再び設置された。隋により601年（仁寿元年）に広阿県は象城県と改称され、606年（大業2年）に象城県は大陸県と改称された。唐により621年（武徳4年）に大陸県は象城県と改称され、742年（天宝元年）に象城県は昭慶県と改称された。969年（開宝2年）、北宋により昭慶県は隆平県と改称された。1073年（熙寧6年）に隆平県は廃止されたが、1086年（元祐元年）に再び設置された。
1947年（民国36年）、隆平県は堯山県と合併して、隆堯県に統合された。